# Lepanthes scopula
Lepanthes scopula é uma espécie de orquídea (Orchidaceae) dispersa do México à Nicarágua.